# ロックエア
ロックエア（英: Rockair）はアメリカ合衆国の観測ロケット。航空機から発射できるように設計された。
開発はONR（Office of Naval Research）とメリーランド大学が行い、1955年に5度発射されたが、4度失敗し同年に退役。

## 性能
- 最高高度: 50km
- 推力: 3.00kN
- 直径: 0.07 m
- 全長: 1.20m